# Hyperdiplosis lobata
Hyperdiplosis lobata är en tvåvingeart som först beskrevs av Ephraim Porter Felt 1907.  Hyperdiplosis lobata ingår i släktet Hyperdiplosis och familjen gallmyggor.
Artens utbredningsområde är New York. Inga underarter finns listade i Catalogue of Life.